# Leichtathletik-Weltmeisterschaften 2023/Teilnehmer (Polen)
| Goldmedaillen | Silbermedaillen | Bronzemedaillen |
| ------------- | --------------- | --------------- |
| —             | 2               | —               |

Der Leichtathletikverband von Polen nahm an den Leichtathletik-Weltmeisterschaften 2023 in Budapest teil. 67 Athletinnen und Athleten wurden vom polnischen Verband nominiert.

## Ergebnisse

### Männer

#### Laufdisziplinen
| Athlet                                            | Disziplin    | Vorlauf        | Vorlauf | Halbfinale     | Halbfinale | Finale    | Finale |
| Athlet                                            | Disziplin    | Zeit           | Platz   | Zeit           | Platz      | Zeit      | Platz  |
| ------------------------------------------------- | ------------ | -------------- | ------- | -------------- | ---------- | --------- | ------ |
| Dominik Kopeć                                     | 100 m        | 10,12 s        | 16      | 10,15 s        | 18         | DNQ       | DNQ    |
| Albert Komański                                   | 200 m        | 21,16 s        | 47      | DNQ            | DNQ        | –         | –      |
| Karol Zalewski                                    | 400 m        | 46,53 s        | 39      | DNQ            | DNQ        | –         | –      |
| Mateusz Borkowski                                 | 800 m        | 1:45,40 min    | 9       | 1:44,30 min PB | 8          | DNQ       | DNQ    |
| Filip Ostrowski                                   | 800 m        | 1:45,76 min    | 17      | 1:45,30 min PB | 20         | DNQ       | DNQ    |
| Michał Rozmys                                     | 1500 m       | 3:36,26 min SB | 21      | DNQ            | DNQ        | –         | –      |
| Damian Czykier                                    | 110 m Hürden | 13,49 s SB     | 19      | 13,97 s        | 23         | DNQ       | DNQ    |
| Krzysztof Kiljan                                  | 110 m Hürden | 14,09 s        | 41      | DNQ            | DNQ        | –         | –      |
| Jakub Szymański                                   | 110 m Hürden | 13,65 s        | 27      | DNQ            | DNQ        | –         | –      |
| Adam Nowicki                                      | Marathon     |                |         |                |            | 2:16:22 h | 34     |
| Artur Brzozowski                                  | 35 km Gehen  |                |         |                |            | DSQ       | DSQ    |
| Jakub Jelonek                                     | 35 km Gehen  |                |         |                |            | 2:38:45 h | 26     |
| Dawid Tomala                                      | 35 km Gehen  |                |         |                |            | DNF       | DNF    |
| Adam Burda Dominik Kopeć Mateusz Siuda Łukasz Żok | 4 × 100 m    | DNF            | DNF     |                |            | DNQ       | DNQ    |

#### Sprung/Wurf
| Athlet              | Disziplin      | Qualifikation | Qualifikation | Finale     | Finale |
| Athlet              | Disziplin      | Weite/Höhe    | Platz         | Weite/Höhe | Platz  |
| ------------------- | -------------- | ------------- | ------------- | ---------- | ------ |
| Norbert Kobielski   | Hochsprung     | 2,28 m SB     | 12            | 2,25 m     | 10     |
| Piotr Lisek         | Stabhochsprung | 5,75 m        | 9             | 5,75 m     | 9      |
| Robert Sobera       | Stabhochsprung | 5,75 m SB     | 9             | 5,55 m     | 12     |
| Paweł Wojciechowski | Stabhochsprung | 5,35 m SB     | 22            | DNQ        | DNQ    |
| Konrad Bukowiecki   | Kugelstoßen    | 19,21 m       | 28            | DNQ        | DNQ    |
| Michał Haratyk      | Kugelstoßen    | 19,51 m       | 25            | DNQ        | DNQ    |
| Oskar Stachnik      | Diskuswurf     | 61,96 m       | 25            | DNQ        | DNQ    |
| Robert Urbanek      | Diskuswurf     | 61,30 m       | 28            | DNQ        | DNQ    |
| Paweł Fajdek        | Hammerwurf     | 77,98 m       | 5             | 80,00 m SB | 4      |
| Wojciech Nowicki    | Hammerwurf     | 78,04 m       | 4             | 81,02 m    | 2      |
| Marcin Wrotyński    | Hammerwurf     | 68,65 m       | 33            | DNQ        | DNQ    |
| Cyprian Mrzygłód    | Speerwurf      | 78,49 m       | 15            | DNQ        | DNQ    |
| Dawid Wegner        | Speerwurf      | 81,25 m       | 7             | 80,75 m    | 9      |

### Frauen

#### Laufdisziplinen
| Athletin                                                                                        | Disziplin        | Vorlauf        | Vorlauf | Halbfinale | Halbfinale | Finale       | Finale |
| Athletin                                                                                        | Disziplin        | Zeit           | Platz   | Zeit       | Platz      | Zeit         | Platz  |
| ----------------------------------------------------------------------------------------------- | ---------------- | -------------- | ------- | ---------- | ---------- | ------------ | ------ |
| Magdalena Stefanowicz                                                                           | 100 m            | 11,43 s        | 38      | DNQ        | DNQ        | –            | –      |
| Ewa Swoboda                                                                                     | 100 m            | 10,98 s        | 2       | 11,01 s    | 8          | 10,97 s PB   | 6      |
| Kryszina Zimanouskaja                                                                           | 100 m            | 11,32 s        | 30      | DNQ        | DNQ        | –            | –      |
| Martyna Kotwiła                                                                                 | 200 m            | 23,34 s        | 31      | DNQ        | DNQ        | –            | –      |
| Kryszina Zimanouskaja                                                                           | 200 m            | 22,88 s        | 21      | 23,34 s    | 23         | DNQ          | DNQ    |
| Natalia Kaczmarek                                                                               | 400 m            | 50,02 s        | 2       | 49,50 s    | 1          | 49,57 s      | 2      |
| Margarita Koczanowa                                                                             | 800 m            | 2:03,23 min    | 50      | DNQ        | DNQ        | –            | –      |
| Angelika Sarna                                                                                  | 800 m            | 2:01,78 min    | 46      | DNQ        | DNQ        | –            | –      |
| Anna Wielgosz                                                                                   | 800 m            | 2:03,61 min    | 52      | DNQ        | DNQ        | –            | –      |
| Sofia Ennaoui                                                                                   | 1500 m           | 4:06,47 min    | 36      | DNQ        | DNQ        | –            | –      |
| Eliza Megger                                                                                    | 1500 m           | 4:09,22 min    | 44      | DNQ        | DNQ        | –            | –      |
| Aleksandra Płocińska                                                                            | 1500 m           | 4:06,39 min PB | 33      | DNQ        | DNQ        | –            | –      |
| Klaudia Siciarz                                                                                 | 100 m Hürden     | 13,25 s        | 38      | DNQ        | DNQ        | –            | –      |
| Pia Skrzyszowska                                                                                | 100 m Hürden     | 12,65 s        | 10      | 12,71 s    | 12         | DNQ          | DNQ    |
| Alicja Konieczek                                                                                | 3000 m Hindernis | 9:23,45 min PB | 13      |            |            | DNQ          | DNQ    |
| Aneta Konieczek                                                                                 | 3000 m Hindernis | 9:45,61 min    | 28      |            |            | DNQ          | DNQ    |
| Monika Jackiewicz                                                                               | Marathon         |                |         |            |            | 2:37:18 h    | 40     |
| Aleksandra Lisowska                                                                             | Marathon         |                |         |            |            | DNF          | DNF    |
| Katarzyna Zdziebło                                                                              | 20 km Gehen      |                |         |            |            | DSQ          | DSQ    |
| Olga Chojecka                                                                                   | 35 km Gehen      |                |         |            |            | 2:46:48 h PB | 8      |
| Agnieszka Ellward                                                                               | 35 km Gehen      |                |         |            |            | 2:56:51 h PB | 18     |
| Katarzyna Zdziebło                                                                              | 35 km Gehen      |                |         |            |            | DSQ          | DSQ    |
| Pia Skrzyszowska Magdalena Stefanowicz Ewa Swoboda Kryszina Zimanouskaja                        | 4 × 100 m        | 42,65 s SB     | 8       |            |            | 42,66 s      | 5      |
| Natalia Kaczmarek Marika Popowicz-Drapała Alicja Wrona-Kutrzepa Patrycja Wyciszkiewicz-Zawadzka | 4 × 400 m        | 3:24,05 min SB | 7       |            |            | 3:24,93 min  | 6      |

#### Sprung/Wurf
| Athletin           | Disziplin   | Qualifikation | Qualifikation | Finale     | Finale |
| Athletin           | Disziplin   | Weite/Höhe    | Platz         | Weite/Höhe | Platz  |
| ------------------ | ----------- | ------------- | ------------- | ---------- | ------ |
| Adrianna Laskowska | Dreisprung  | 13,69 m       | 21            | DNQ        | DNQ    |
| Klaudia Kardasz    | Kugelstoßen | 17,27 m       | 24            | DNQ        | DNQ    |
| Daria Zabawska     | Diskuswurf  | 59,28 m       | 16            | DNQ        | DNQ    |
| Malwina Kopron     | Hammerwurf  | 72,35 m SB    | 9             | NM         | NM     |
| Aleksandra Śmiech  | Hammerwurf  | 69,76 m       | 19            | DNQ        | DNQ    |
| Anita Włodarczyk   | Hammerwurf  | 71,17 m       | 13            | DNQ        | DNQ    |

#### Siebenkampf
| Athletin         | Disziplin | 100 m Hürden | Hochsprung | Kugelstoßen | 200 m   | Weitsprung | Speerwurf | 800 m | Punkte | Platz |
| ---------------- | --------- | ------------ | ---------- | ----------- | ------- | ---------- | --------- | ----- | ------ | ----- |
| Paulina Ligarska | Ergebnis  | 14,31 s      | 1,71 m SB  | 13,71 m     | 25,41 s | 5,66 m     | 40,57 m   | DNS   | DNF    | DNF   |
| Paulina Ligarska | Punkte    | 935          | 867        | 775         | 850     | 747        | 678       | 0     | DNF    | DNF   |

### Mixed

#### Laufdisziplinen
| Athletin/Athlet | Disziplin | Vorlauf     | Vorlauf | Finale      | Finale |
| Athletin/Athlet | Disziplin | Zeit        | Platz   | Zeit        | Platz  |
| --- | --------- | ----------- | ------- | ----------- | ------ |
| Igor Bogaczyński (m) (nur im Finale) Kajetan Duszyński (m) (nur im Vorlauf) Karol Zalewski (m) Marika Popowicz-Drapała (w) Patrycja Wyciszkiewicz (w) | 4 × 400 m | 3:14,63 min | 14      | 3:15,49 min | 8      |